# 薩波若克區

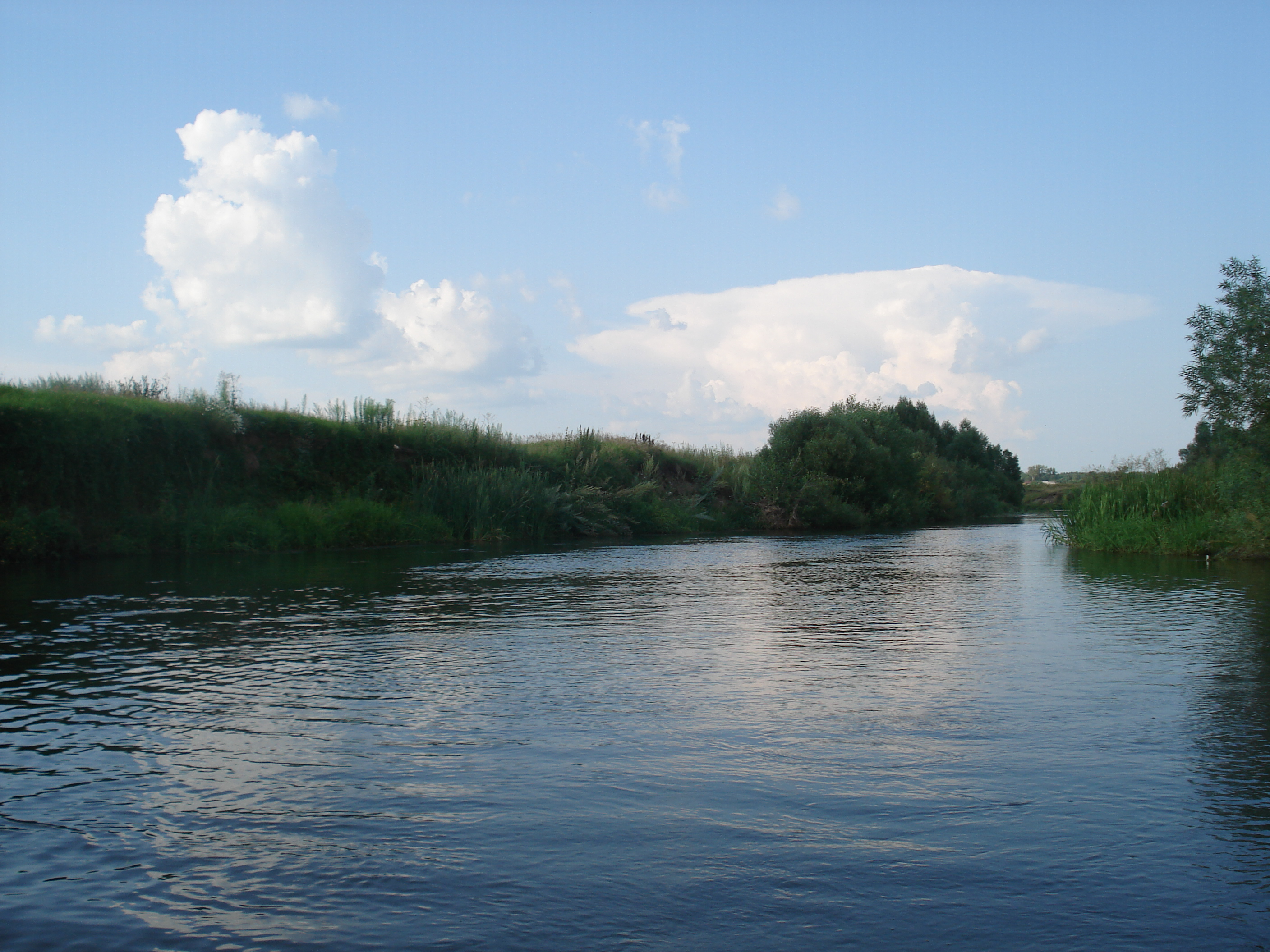

53°56′37″N 40°40′57″E / 53.94361°N 40.68250°E
薩波若克區（俄语：Сапожковский район），是俄羅斯的一個區，位於該國西部，由梁贊州負責管轄，面積960平方公里，2010年該區人口10,901，人口密度每平方公里11.36人。